# Romeu Fernando Pereira da Silva
Romeu Fernando Pereira da Silva, conosciuto semplicemente come Romeu (...), è un ex calciatore brasiliano, di ruolo centrocampista.

## Carriera
Cresciuto nel Bangu, entrò a far parte della prima squadra dal 1961, giocandovi sino al 1964, vincendo il Torneio Início do Rio de Janeiro 1964. Dopo un inizio da titolare del centrocampo alvirrubro, perse il posto a causa della competizione con Ocimar e Roberto Pinto. Al termine del torneo si trasferì in Colombia per giocare nel Deportivo Cali.
Con il Deportivo vinse il Campeonato Profesional 1965, primo titolo nazionale conquistato dal club di Cali.
Nel 1967 torna al Bangu e poi nell'estate dello stesso anno con gli alvirrubro disputò il campionato nordamericano organizzato dalla United Soccer Association: accadde infatti che tale campionato fu disputato da formazioni europee e sudamericane per conto delle franchigie ufficialmente iscritte al campionato, che per ragioni di tempo non avevano potuto allestire le proprie squadre. Il Bangu rappresentò gli Houston Stars, che concluse la Western Division al quarto posto finale.
Nel 1968, chiuso sempre da Ocimar e Jaime, passa al Valeriodoce.

## Palmarès

### Competizioni statali
- Torneio Início do Rio de Janeiro: 1

Bangu: 1964
- Campionato colombiano: 1

Deportivo Cali: 1965